# Hesperoyucca whipplei

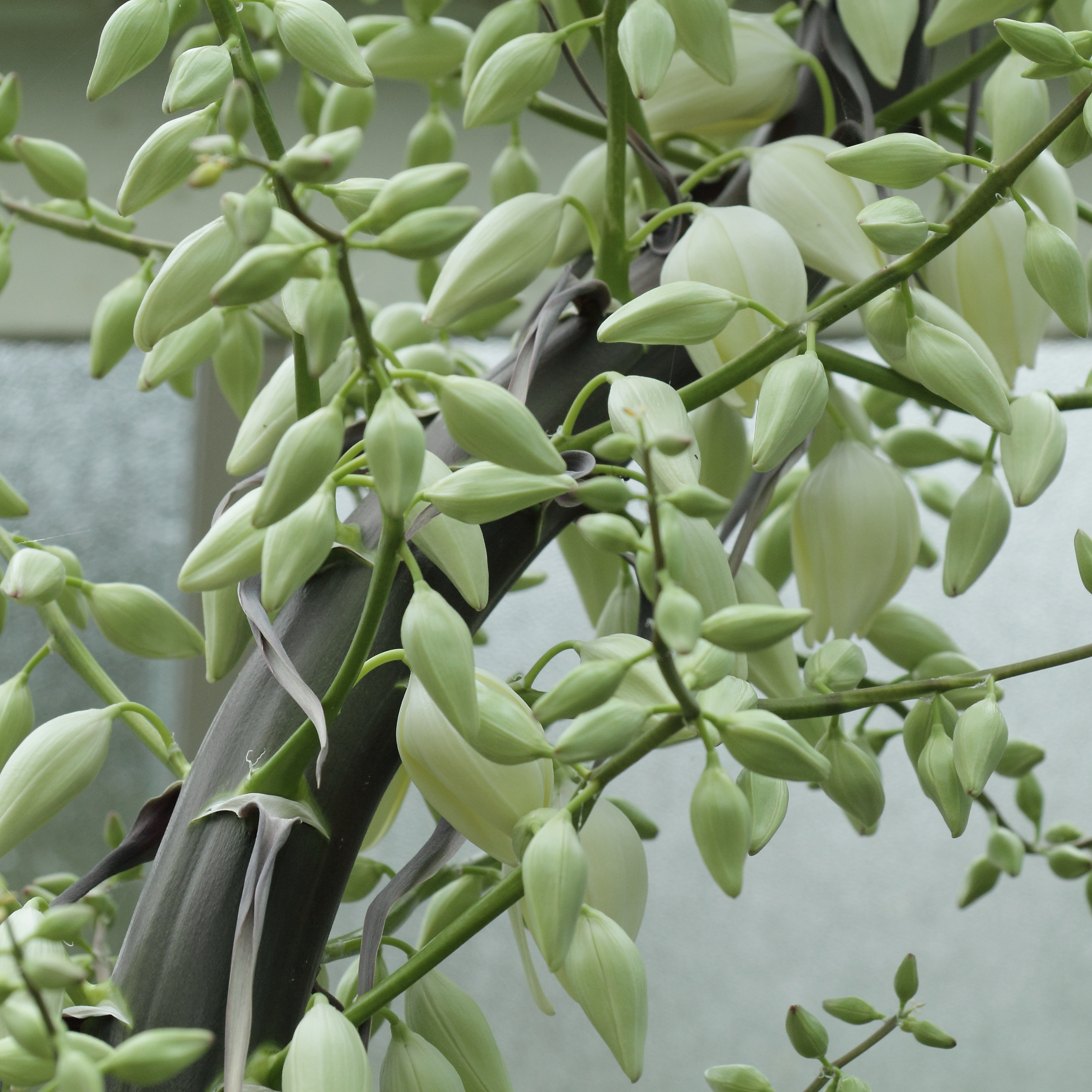
Hoa Hesperoyucca whipplei

Hesperoyucca whipplei là một loài thực vật có hoa trong họ Măng tây. Loài này được (Torr.) Trel. mô tả khoa học đầu tiên năm 1893.

## Hình ảnh

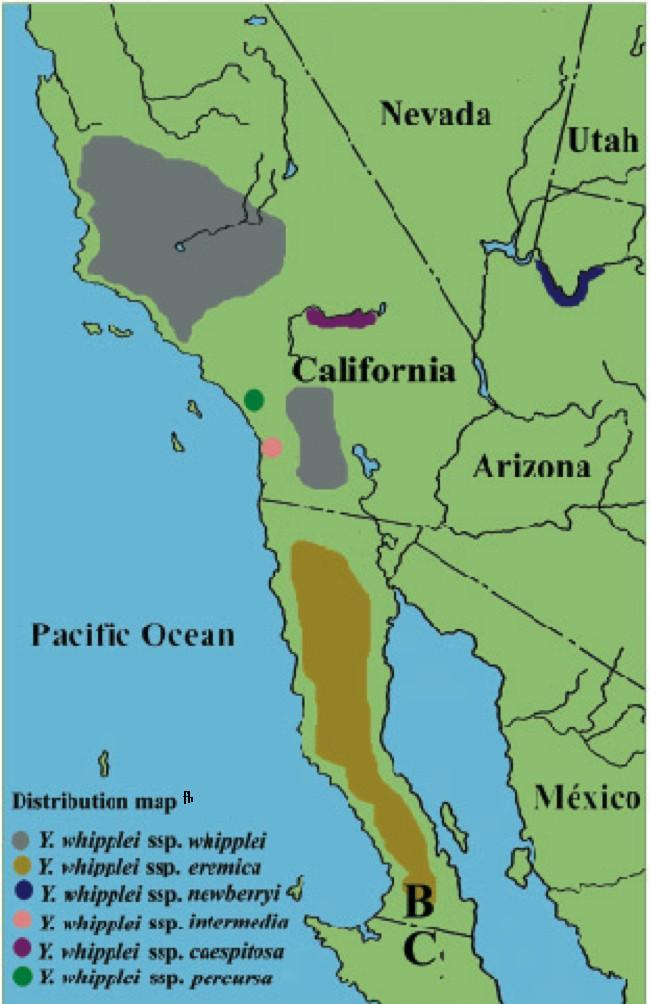
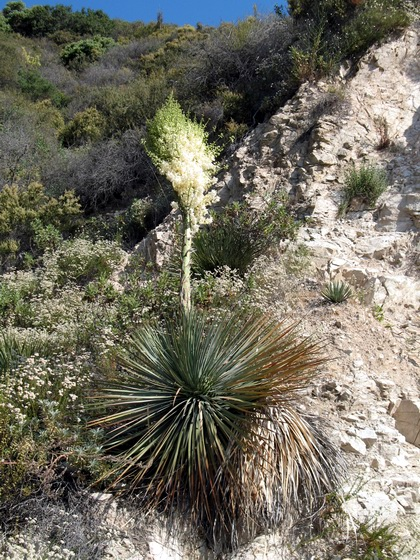
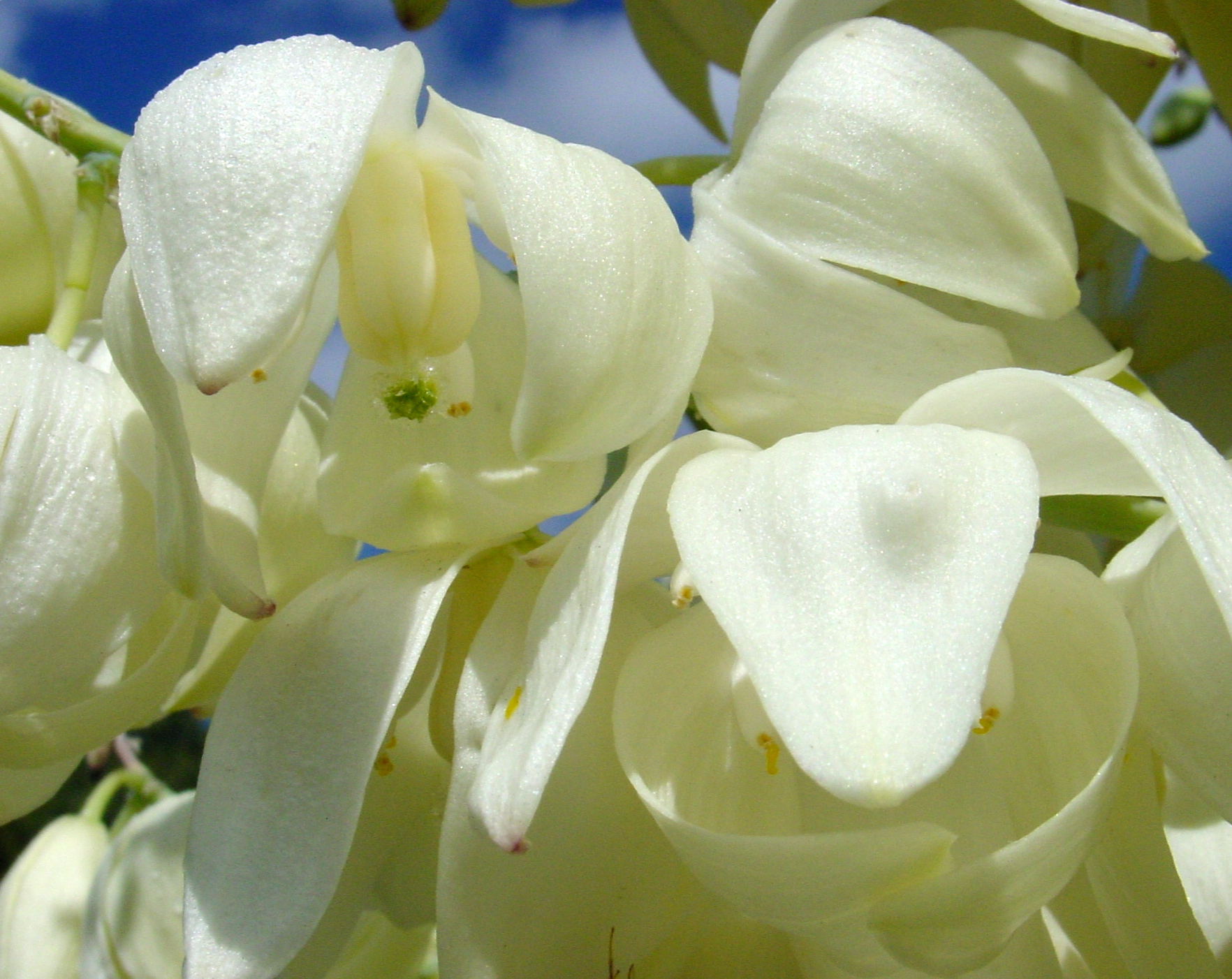
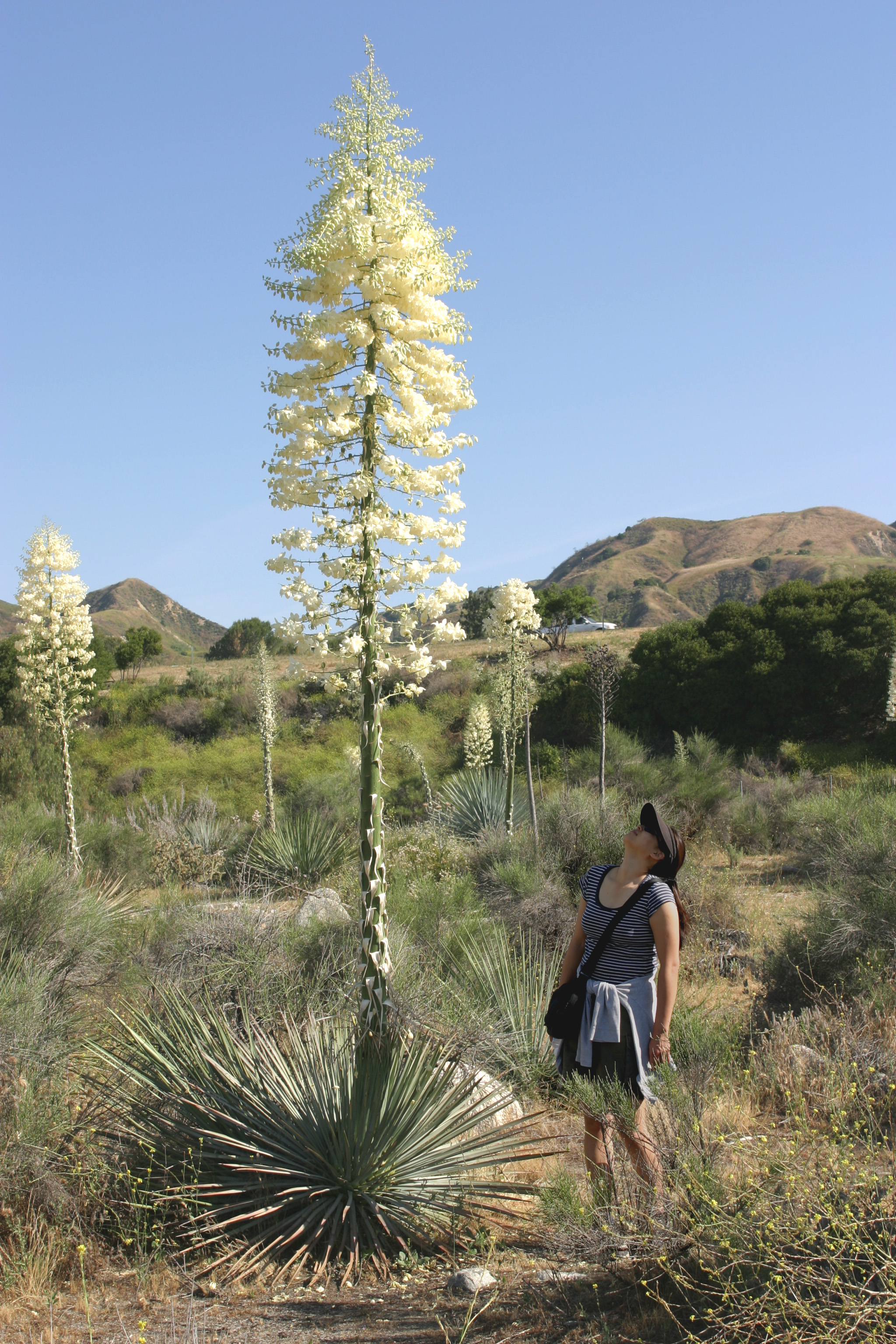